# غيفورغ سركسيان
غيفورغ سركسيان هو موزع أرميني، ولد في 5 أكتوبر 1981.